# Орлов Андрій Анатолійович
Андрій Анатолійович Орлов (літературний псевдонім Орлуша; рос. Андрей Анатольевич Орлов; 2 листопада 1957, Березники, Пермський край, Російська РФСР) — російський поет, журналіст, сценарист та продюсер.

## Творчість
Широку популярність здобув в середині першого десятиліття XXI століття як автор сатиричних віршів, що буяють ненормативною лексикою, які поширювалися в інтернеті й на мобільних телефонах. Критик Дмитро Биков у статті «Орлушо, велика ти стерво» (цитата з роману Ільфа та Петрова «12 стільців») стверджує, що Андрій Орлов — «головний російський поет нашого часу».
Пише вірші на злободенні теми.

## Громадянська позиція
Під час російської агресії проти Грузії ходив у футболці з написом «Я грузин» і писав вірші із сатирою на російське керівництво за політику щодо Грузії. Коли напередодні Олімпіади в Сочі почали забороняти гомосексуалів і розстрілювали бродячих собак — на ньому була футболка «Я бродячий собака і гомосексуаліст, убий мене!».
У березні 2014 підписав звернення російських діячів культури проти окупації Криму.
Під час війни на сході України написав декілька віршів, присвяченим найрезонанснішим подіям цього конфлікту: «Реквієм про збитий Боїнг» (рос. «Реквием о сбитом Боинге»), «Балада про мертвих десантників» (рос. «Баллада о мертвых десантниках»), «Пісенька гуманітарного конвоїра» (рос. «Песенка гуманитарного конвоира»).
24 серпня 2014 привітав українців віршем, присвяченим Дню Незалежності України.
В серпні 2015 року, під час хвилі знищення санкційних продуктів в Росії, написав вірш «Смерть Пармезана». В листопаді 2015 заявив про себе «Я — українець» і записав відеоролик, в якому проспівав Гімн України. Критикам-путіністам відповів:
|  | рос. Да, чего уж тут говорить, // Все правительства - не подарки, // Но лучше в киевском цирке жить, // Чем в московском гнить зоопарке. |

У серпні 2018 написав вірш «Вітер над Лабитнаги» на підтримку ув'язненого у Росії українського кінорежисера Олега Сенцова.

## Біографія
Про свою біографію заявив: «В Інтернеті немає жодної моєї біографії. Ті, що надруковані у Вікіпедії або десь, не відповідають дійсності».